# Dicranus schrottkyi
Dicranus schrottkyi är en tvåvingeart som beskrevs av Mario Bezzi 1910. Dicranus schrottkyi ingår i släktet Dicranus och familjen rovflugor. Inga underarter finns listade i Catalogue of Life.